# Kambarkai járás
A Kambarkai járás (oroszul Камбарский район [Kambarszkij rajon], udmurtul Камбарка ёрос [Kambarka jorosz]) Oroszország egyik járása Udmurtföldön. Székhelye Kambarka.

## Népesség
- 2002-ben 21 243 lakosa volt, melynek 81,1%-a orosz, 8,6%-a tatár, 3,9%-a udmurt.
- 2010-ben 18 106 lakosa volt, melyből 15 079 orosz, 1 594 tatár, 733 udmurt, 192 mari, 167 baskír stb.